# Robert Shy
Robert Shy (1939 - 8 november 2018) was een Amerikaanse jazzdrummer.

## Biografie
Shy speelde in de regio Chicago sinds begin jaren 1960 in het daar zijnde jazzcircuit. De eerste opnamen ontstonden in 1964 met de door hem mede opgerichte band The Three Souls rond de saxofonist Sonny Cox (Dangerous Dan Express). Vanaf de jaren 1970 speelde hij o.a. met Roland Kirk, E. Parker McDougal, Richie Cole, Von Freeman, Larry Gray, Willie Pickens, Jodie Christian, John Whitfield, Guy Fricano, Frank Catalano, Harold Ousley en Arthur Hoyle. Op het gebied van de jazz was hij tussen 1960 en 2008 betrokken bij 45 opnamesessies, als laatste met de zangeres Solitaire Miles. In 2011 trad hij nog op tijdens het Hyde Park Jazz Festival in Chicago.
- Bibliothèque nationale de France: cb139361532 (data)
- Gemeinsame Normdatei: 13500103X
- International Standard Name Identifier: 0000 0000 5513 666X
- Library of Congress Control Number: no97034207
- MusicBrainz: 97ca0069-8147-4754-a413-bcc3d0eb7549
- Virtual International Authority File: 22331592
- WorldCat: E39PBJvXf6PCM39Ckpmmyg9dQq